# Tacholas
Tacholas, seudónimo de Fernando Luis Iglesias Sánchez (Orense, 25 de agosto de 1909 - Buenos Aires, 14 de mayo de 1991), fue un actor español radicado en la República Argentina.

## Actividad profesional
Fernando Iglesias llegó a la República Argentina en el año 1929, nación en la que ya residían sus padres y sus hermanas. En Buenos Aires, al tiempo que trabajaba en un taller de fotografía y en otros empleos, se integró en la actividad cultural de las sociedades gallegas, en especial de la Unión Provincial Orensana, de la cual su padre era tesorero. Tuvo una prolífica labor como actor secundario realizando más de 40 películas en Argentina. Mantuvo contacto con los exiliados políticos gallegos de la pos guerra civil, como el caso de Alfonso Daniel Rodríguez Castelao.
Se destaca en películas como El crack, donde representa al padre de un promisorio jugador de fútbol que se malogra en su paso en primera división. En esta actuación destacada él interpreta al gallego del bar de la esquina, personaje típico en la vida porteña del siglo XX.
El director José Santiso filmó en el año 2003 Tacholas, un actor galaico-porteño, un documental que recrea su vida y cuenta con entrevistas de diferentes compañeros suyos como José Antonio Martínez Suárez, Héctor Alterio, Luis Brandoni, Graciela Borges, Andrea del Boca y Pepe Soriano, entre otros.
En teatro hizo la obra Uovo de duas xemas de 1941, en homenaje a Manuel Prieto Marcos en el Teatro Maravillas, junto a Eva Carreras, Maruja Boga, Pepita Duarte, Antonio Cubelas y Martín Lorenzo.

## Filmografía
Actuó en las siguientes películas:
- El acompañamiento (1988)
- Noches sin lunas ni soles (1984), como dueño del bar.
- Camila (1984)
- No habrá más penas ni olvido (1983), como Moyanito
- Un terceto peculiar (1982)
- Fiebre amarilla (1981)
- De la misteriosa Buenos Aires (1981)
- Te rompo el rating (1981)
- El infierno tan temido (1980)
- Días de ilusión (1980)
- La nona (1979)
- La fiesta de todos (1978)
- Mi mujer no es mi señora (1978)
- El gordo catástrofe (1977)
- El soltero (1977)
- Jacinta Pichimahuida se enamora (1977)
- Sola (1976)
- Las sorpresas (1975)
- El muerto (1975)
- La guerra del cerdo (1975)
- Más allá del sol (1975)
- El Pibe Cabeza (1975)
- Operación Rosa Rosa (1974)
- La Patagonia rebelde (1974), como Graña, «El español».
- Los golpes bajos (1974)
- Las venganzas de Beto Sánchez (1973)
- Yo gané el prode... y Ud.? (1973)
- Este loco... loco Buenos Aires (1973)
- Si se calla el cantor (1973)
- Vení conmigo (1972)
- Operación Masacre (1972), como Sereno.
- Pájaro loco (1971)
- Crónica de una señora (1971)
- Pasión dominguera (no estrenada comercialmente - 1970)
- El salame (1969)
- El dependiente (1969)
- Somos los mejores (1968)
- Soluna (1967)
- La cosecha (1966)
- Dos en el mundo (1966)
- La herencia (1964)
- Una jaula no tiene secretos (1962)
- Los de la mesa 10 (1960)
- El crack (1960)
- Chiruca (1945)